# Miss No Good
Miss No Good (sinogrammes simplifiés : 不良笑花 ; pinyin : bù liáng xiào huā), est une série télévisée taïwanaise de 2008 mettant en vedette Rainie Yang, Wilber Pan et Dean Fujioka. Elle a été produite par Comic Ritz International Production (可米瑞智國際藝能有限公司) avec Chai Zhi Ping (zh) (柴智屏) en tant que producteur et Zhang Boyu (张博昱) comme réalisateur.
La première diffusion de la série s'est faite à Taiwan sur free-to-air Chinese Television System (CTS) (华视) du 7 septembre 2008 au 7 décembre 2008, tous les dimanches de 22h00 à 23h30 et sur le câble, sur Eastern Television (ETTV) (东 森 电视) du 13 septembre 2008 au 13 décembre 2008, tous les samedis de 20h00 à 21h30.

## Synopsis
Xiao Hua (Rainie Yang) est une fille pétillante au style unique. Elle n'a aucune intention de changer de look jusqu'au retour de son camarade de classe de l'école élémentaire, Jia Si Le (Dean Fujioka), qui l'en convainc. Jia Si Le est profondément amoureux de Xiao Hua, en raison de leur histoire passée. Il fait donc tout ce qu'il peut pour que Xiao Hua devienne sa petite amie, alors qu'il est censé retourner à Taiwan pour un mariage arrangé avec Jiang Mi (Chen Yan Yi).
Un jour, alors que sa moto tombe en panne, Xiao Hua fait la rencontre de Tang Men (Wilber Pan), le célèbre styliste à la langue de vipère qui se trouve être le meilleur ami de Jia Si Le. Ils partagent un taxi et ne cessent de se disputer sur le sens du style de l'un et l'autre ; Tang Men, furieux, quitte le véhicule, laissant involontairement derrière lui sa série de ciseaux onéreux.
Plus tard, Jia Si Le organise une fête de réunion des anciens élèves de l'école élémentaire à laquelle il invite Tang Men et Xiao Hua. Tang Men rencontre Jiang Mi, qui lui dit qu'elle et Si Le se sont donné un an pour trouver le véritable amour avant de se soumettre à la volonté de leurs parents et de se marier. Après avoir été poussée dans une piscine et avoir entendu dire par ses anciens camarades de classe qu'elle n'a aucun sens du style, Xiao Hua décide de changer son image afin de ne pas embarrasser Si Le.
Le lendemain, lorsque l'assistant de Tang Men se rend à la boutique de Xiao Hua pour y chercher la paire de ciseaux perdue, Xiao Hua décide de les utiliser pour faire du chantage à Tang Men et l'amener à lui apprendre à être une femme de la haute société. Au fur et à mesure que Tang Men et Xiao Hua passent du temps ensemble, ils commencent lentement à se rendre compte des sentiments qu'ils ont l'un pour l'autre, mais ils décident tout d'abord de les nier. Pendant ce temps, Jiang Mi, qui sort avec Tang Men, lui demande de se rapprocher de Xiao Hua, afin qu'elle puisse récupérer Si Le. Tang Men, qui trouvait Xiao Hua ennuyeuse et bruyante, voit soudain sa beauté intérieure et tombe amoureux d'elle, sans même s'en rendre compte.
Finalement, Jia Si Le et Xiao Hua commencent à sortir ensemble, malgré la désapprobation de Ye An, la mère du jeune homme. Toutefois, les choses changent lorsque Jia Si Le découvre que Tang Men est amoureux de Xiao Hua. Chacun essaye alors de se faire aimer de Xiao Hua. Plus tard, on découvre également que Ye An est en fait la mère biologique de Xiao Hua et, par conséquent, Xiao Hua est la demi-sœur de Jia Si Le (puisque Ye An est sa belle-mère).
Tang Men se voit ensuite offrir un poste d'enseignant dans une école qui vient juste d'ouvrir en Allemagne et a l'intention de demander Xiao Hua de venir avec lui. Jia Si Le, dans sa dernière tentative pour gagner le cœur de Xiao Hua, se prépare à la demander en mariage lors d'un dîner, lorsqu'il est impliqué dans un accident de voiture et tombe dans le coma. Tang Men, se sentant coupable devant l'état actuel de Jia Si Le, décide que celui-ci a plus que jamais besoin de Xiao Hua, et décide de partir seul pour l'Allemagne.
Le jour du départ de Tang Men, Jia Si Le réveille et se rend compte que Xiao Hua et lui ne sont pas faits l'un pour l'autre. Il dit à Xiao Hua de rejoindre Tang Men. A l'aéroport, Xiao Hua avoue enfin son amour pour Tang Men et le supplie de rester à Taiwan, même si Tang Men a déjà signé le contrat pour aller en Allemagne. Néanmoins, Xiao Hua promet de l'attendre. 
2 années passent et Xiao Hua a retrouvé ses vieilles habitudes, avec son style unique et ses cheveux frisés. Jia Si Le et Jiang Mi sont maintenant un couple heureux et gardent toujours contact avec Xiao Hua. Une nuit froide de décembre, Xiao Hua se retrouve à partager un taxi avec un inconnu qui s'avère en réalité être Tang Men. L'histoire se termine sur Tang Men promettant de revenir au bout de 3 nouvelles années pour se marier avec Xiao Hua.

## Distribution
- Rainie Yang : Jiang Xiao Hua (蒋小花) alias Miss Sapin de Noël
- Wilber Pan (en) : Tang Men (唐门)
- Dean Fujioka : Jia Si Le (贾思乐)
- Michelle Chen : Jiang Mi (江蜜)
- Jian Chang : Jiang Da Shu (大树蒋)
- Wen Ying : grand-mère Jiang (蒋阿嬷)
- Shi Yuan Jie : Dou Zi (豆子)
- Xiao Call : JoJo
- Denny Huang : Lai Rui Ke (赖瑞克)
- Evonne Hsu (en) : la déesse des rêves de Xiao Hua

## Multimédia

### Musique
- Thème d'Ouverture : "夏日疯" (Summer Craze) par Wilber Pan
- Thème de fin : "带我走" (Take Me Away) par Rainie Yang

La piste "夏日疯" (Summer Craze) est arrivée numéro 52 au Hit Fm Annuel des 100 meilleurs Singles de Hit Fm Taiwan (Hit-Fm年度百首单曲) pour l'année 2008.
Musique du film
- "同一个遗憾" (Même regret) par Wilber Pan et Blue J (纪佳松)
- "太烦恼" (Trop de peine) par Rainie Yang

Instrumental - sorti sur Will's Future (Trend experts limited Édition) 
- "夏日 疯 - 钢琴 配乐 版" (Version piano de Summer Craze)
- "夏日 疯 - 吉他 配乐 版" (Version guitare de Summer Craze)
- "同 一个 遗憾 - 钢琴 配乐 版" (Version piano de Même Regret)
- "同 一个 遗憾 - 吉他 配乐 版" (Version guitare de Même regret)

Remarque: Les chansons de Rainie Yang sont sorties sur son 4e album Not Yet a Woman et sur l'album de Wilber Pan Will's Future (Trend Expert limited Édition)